# Fonts baptismaux
Pour les articles homonymes, voir Font.

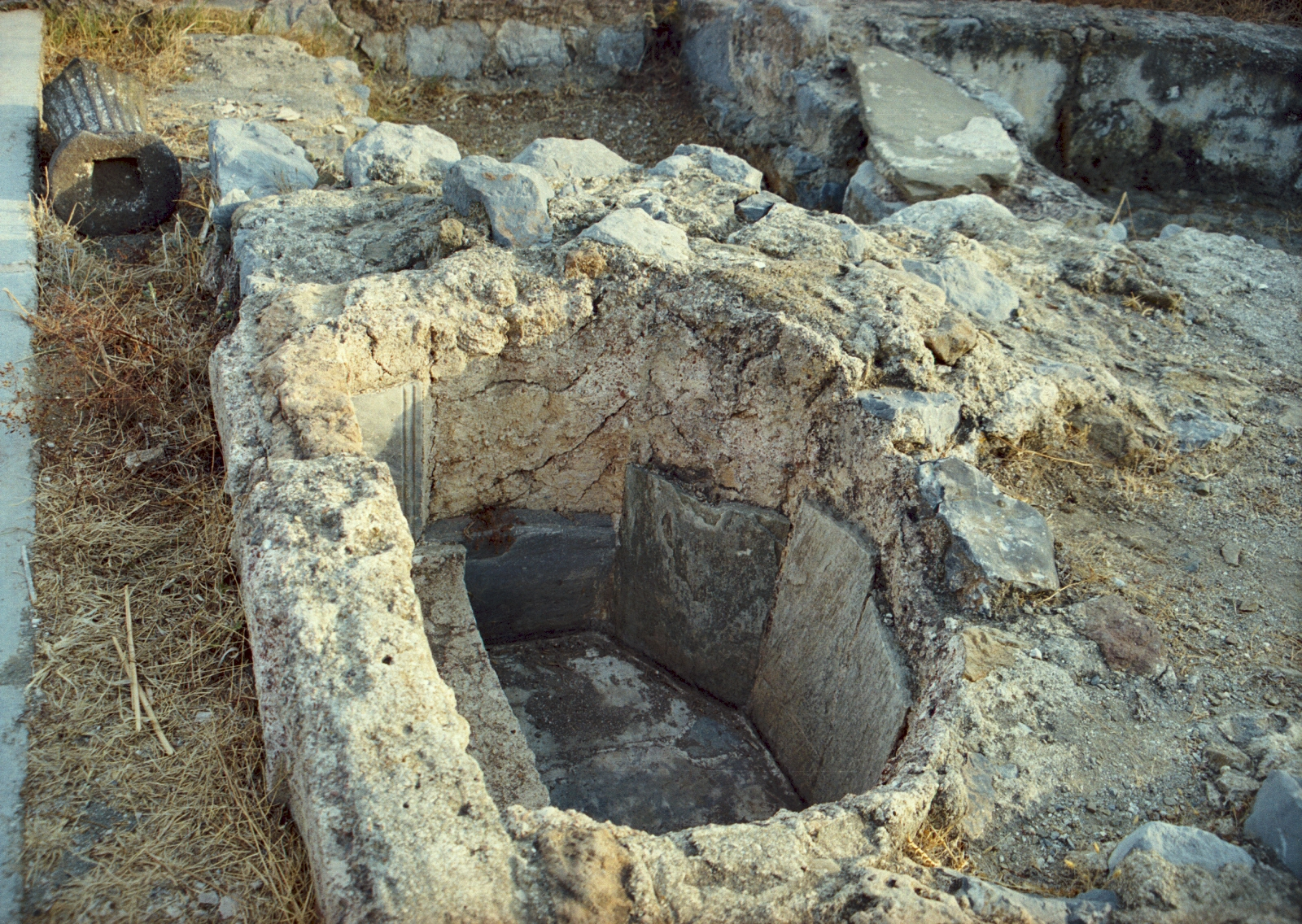
Fonts baptismaux de l’Église primitive à Astipalea, en Grèce.

Les fonts baptismaux (masculin pluriel, invariable ; du latin : fons : « fontaine, source ») sont un mobilier ecclésiastique utilisé pour le baptême dans les Églises chrétiennes,.

## Christianisme

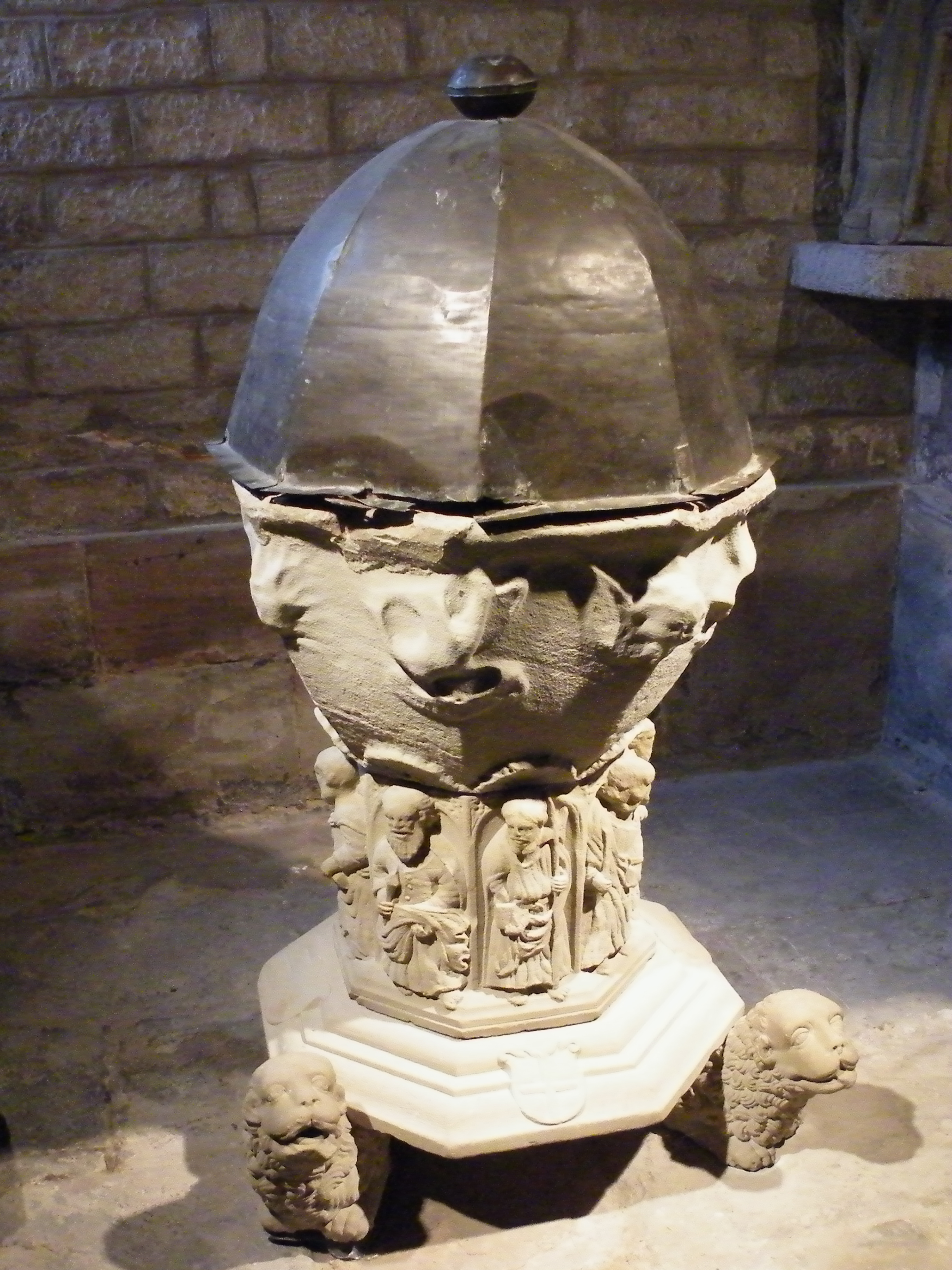
Fonts de Diane de Dommartin, église Saint-Mansuy de Fontenoy-le-Château, Vosges.

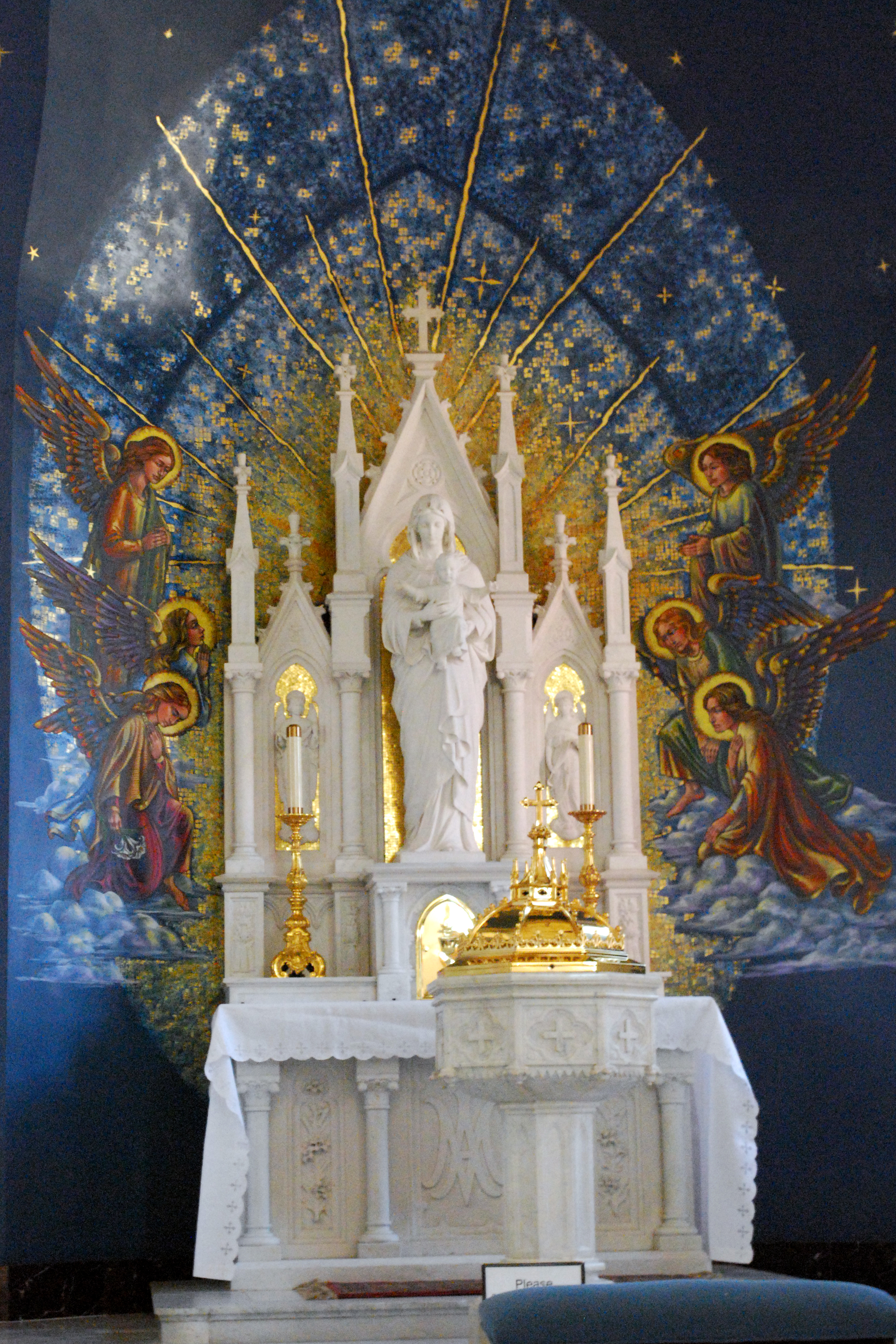
Fonts baptismaux devant l'autel de la Bienheureuse Vierge Marie dans une église catholique aux États-Unis.

Dans la religion chrétienne, les fonts baptismaux servent typiquement aux baptêmes par aspersion. Les fonts les plus simples ont un pilier de 1,5 m avec un support pour un bassin d'eau. Les matériaux taillés et sculptés varient considérablement, allant du marbre au métal ou au bois. Le plus souvent, les fonts baptismaux sont situés dans l'angle nord-ouest de l'église, soit à gauche en entrant, ce qui métaphorise la sortie par le baptême de l'ombre humide à la chaude lumière.
Les cuves baptismales du Moyen Âge sont autant variées par la forme que par la matière. Elles sont à pans ou circulaires et même carrées, lobées, ovales, creusées à fond de cuve ou en cuvette ; leurs parois sont ornées de feuillages, de simples moulures, de figures ou de compartiments géométriques ; elles sont taillées dans de la pierre ou du marbre, coulées en bronze ou en plomb. Leurs couvercles se composent de châssis de bois, de lames de métal, ou sont richement ornés en forme de cônes ou de dais. Beaucoup de fonts baptismaux ont huit côtés pour rappeler la nouvelle création. L'octogone est intermédiaire entre le rond naturel et le carré culturel. Certains fonts ont trois côtés pour rappeler la Sainte Trinité : Père, Fils et Esprit Saint. C'est le cas des fonts baptismaux de la chapelle royale dans le château de Drottningholm en Suède, que l'on doit à l'orfèvre français Ambroise Cousinet. Ils sont parfois placés devant la nef de l'église pour rappeler aux fidèles leur baptême qui représente leur entrée dans l'Église. Dans plusieurs églises du Moyen Âge et de la Renaissance, une chapelle spéciale ou même un bâtiment dédié, dit baptistère, abritait les fonts baptismaux.
La quantité d'eau est habituellement faible (un litre ou deux). Certains fonts sont alimentés par de l'eau de source ou une pompe pour imiter l'effet d'un ruisseau et communiquer l'effet des eaux vivantes du baptême.
Le baptême dans les fonts baptismaux est habituellement fait par aspersion, versement et trempement, comme dans le verbe grec βαπτίζω / baptídzō, qui signifie usuellement « plonger, immerger ». Cependant, seuls certains fonts baptismaux sont assez grands pour permettre l'immersion totale de l'enfant. Les premiers fonts baptismaux étaient construits pour l'immersion entière, mais ils sont devenus plus petits lorsque le baptême des enfants est devenu plus courant.
Certaines Églises catholiques et orthodoxes utilisent de l'eau bénite pour remplir les fonts. Une vaisselle spéciale d'argent, appelée une aiguière, peut être utilisée pour remplir les fonts.
Dans plusieurs Églises orientales, l'eau bénite est consacrée une fois par année dans les fonts baptismaux lors de la fête de la Théophanie.

## Galerie

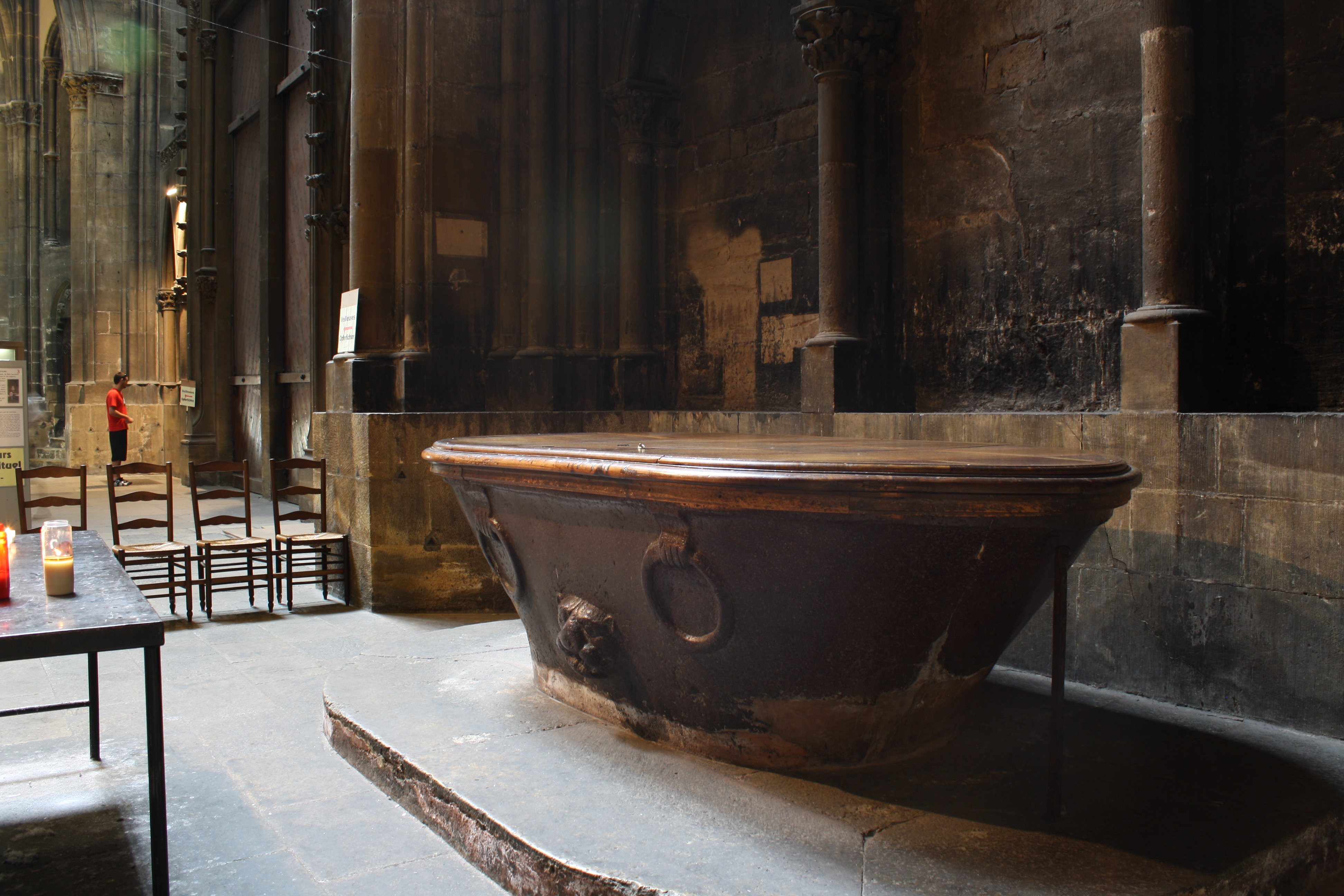
Fonts baptismaux cathédrale Saint-Étienne de Metz. En fait une ancienne baignoire romaine.
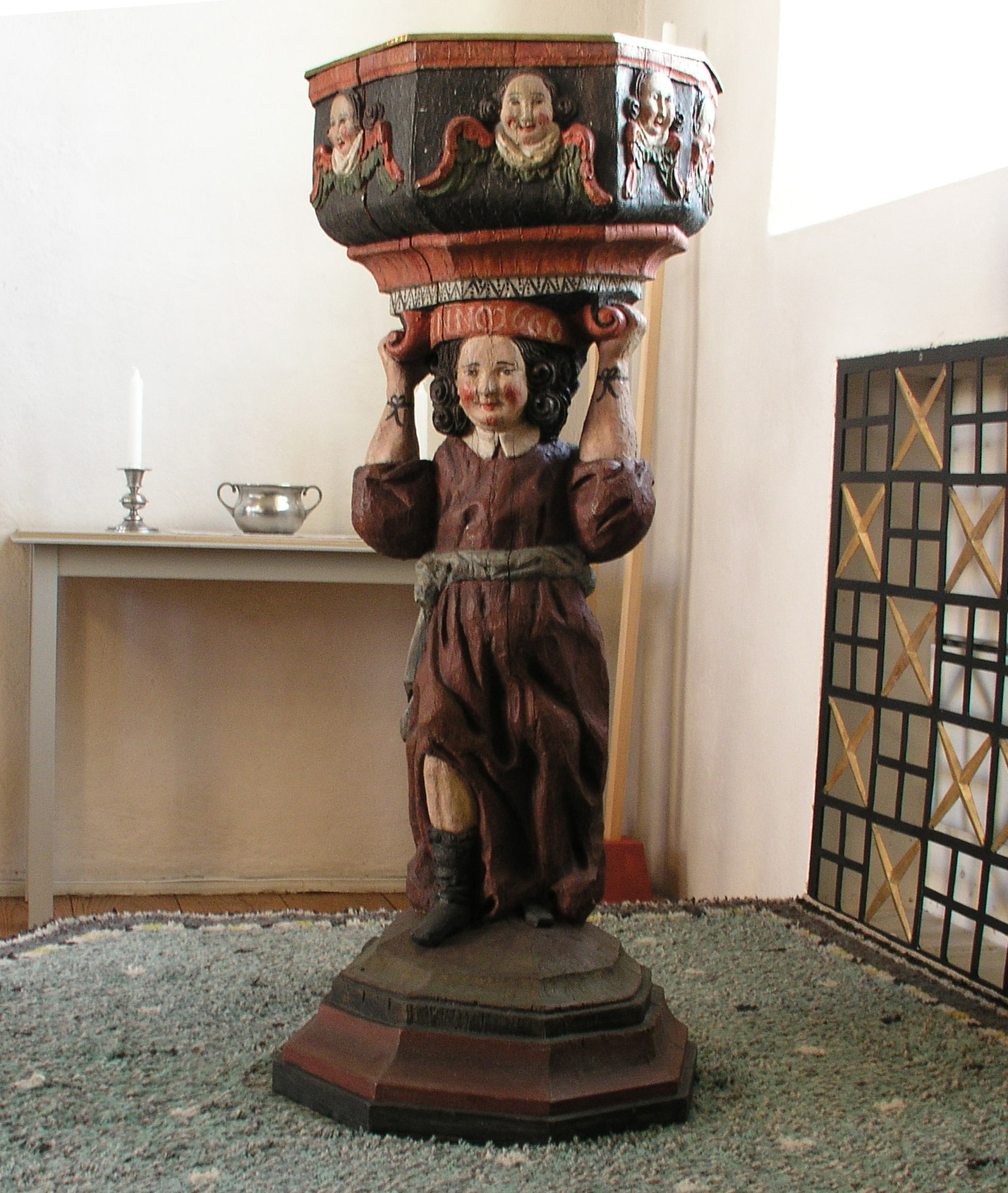
Fonts baptismaux du XVIe siècle, à l'église de Sjögestad (sv) en Suède.
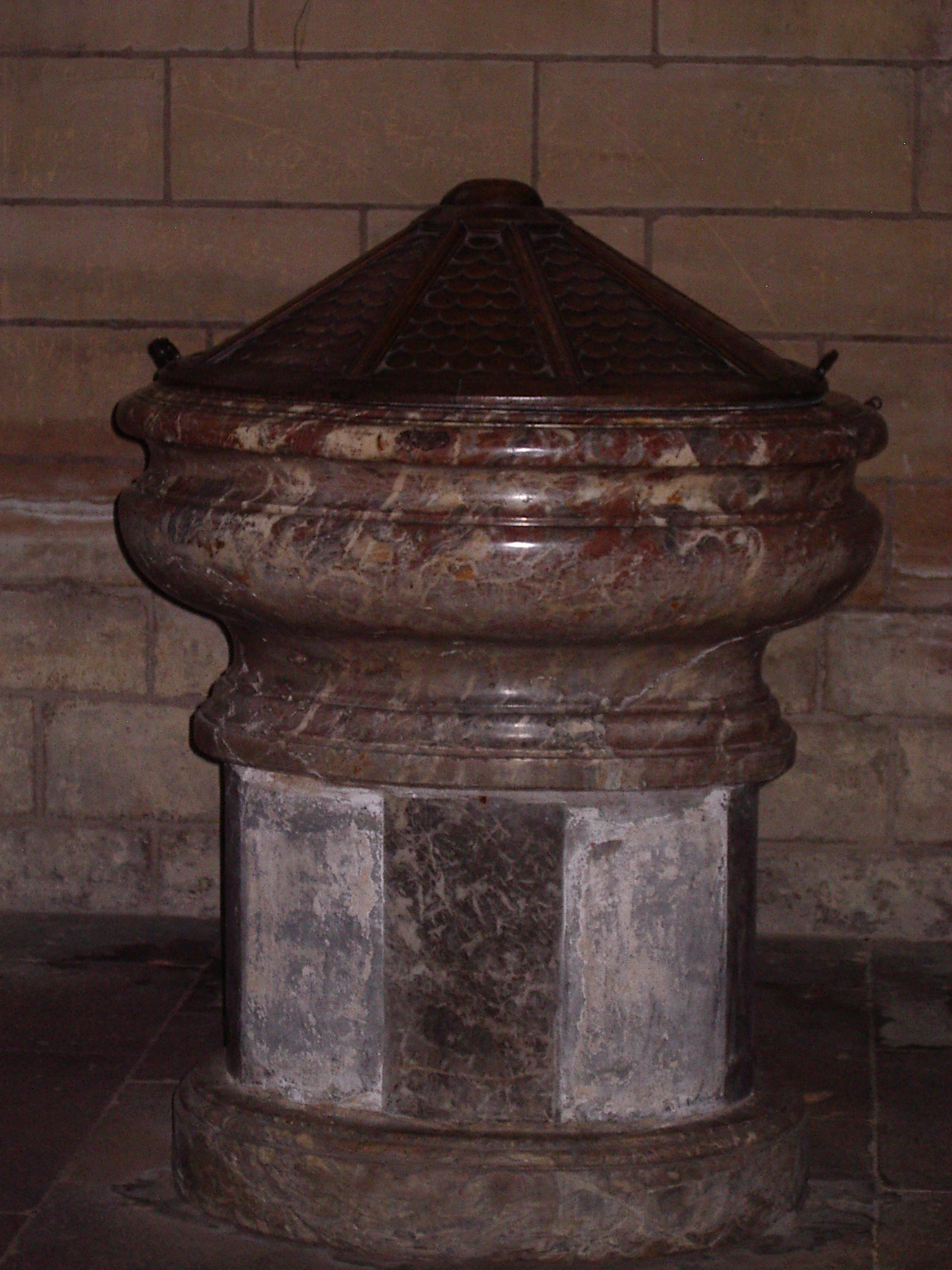
Fonts baptismaux église Saint-Rémi de Charleville-Mézières.
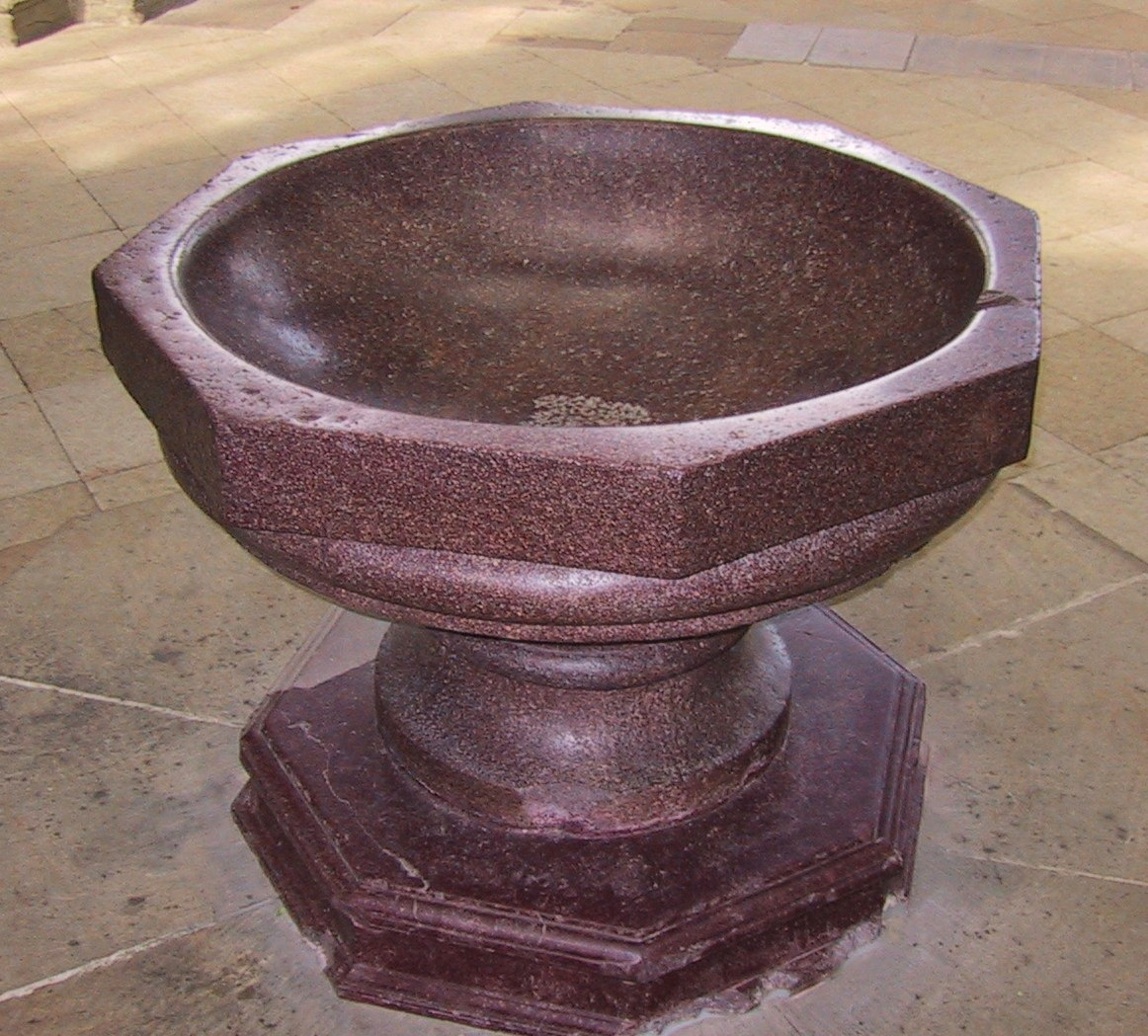
Fonts baptismaux de la cathédrale de Magdebourg en Allemagne.
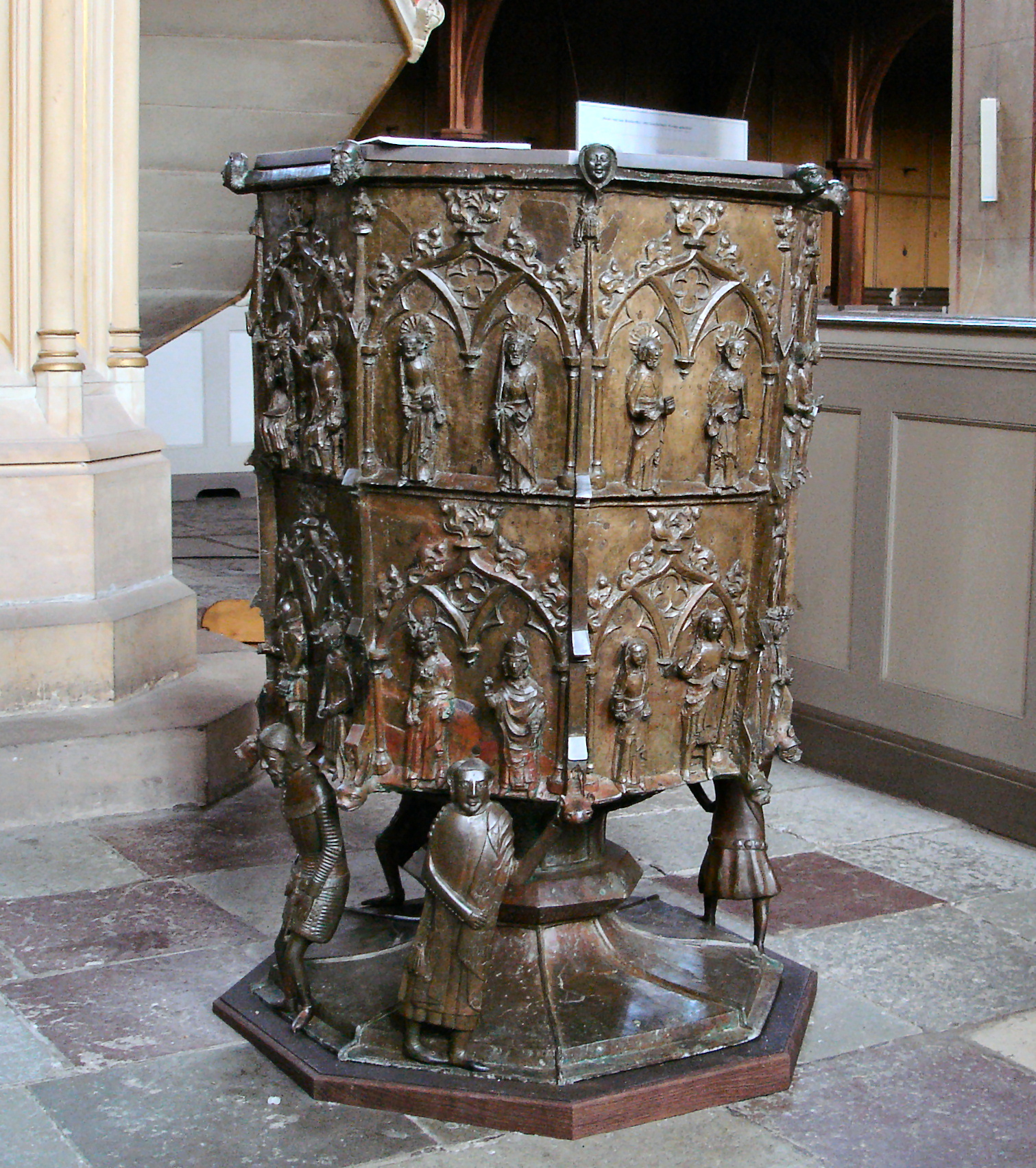
Fonts baptismaux de l'église de église Sainte-Marie (de) (Barth), en bronze.
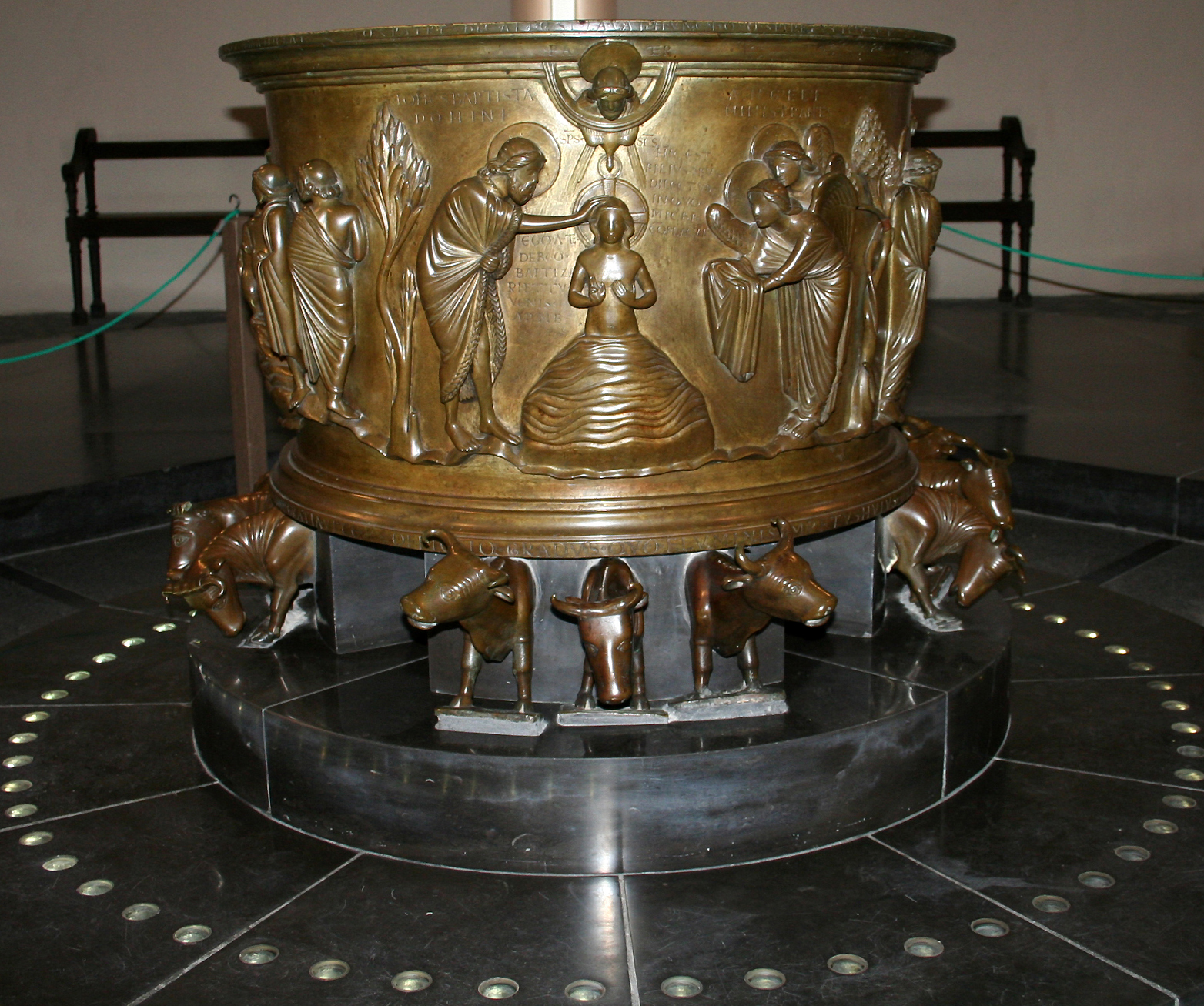
Fonts baptismaux de la collégiale Saint-Barthélemy de Liège.
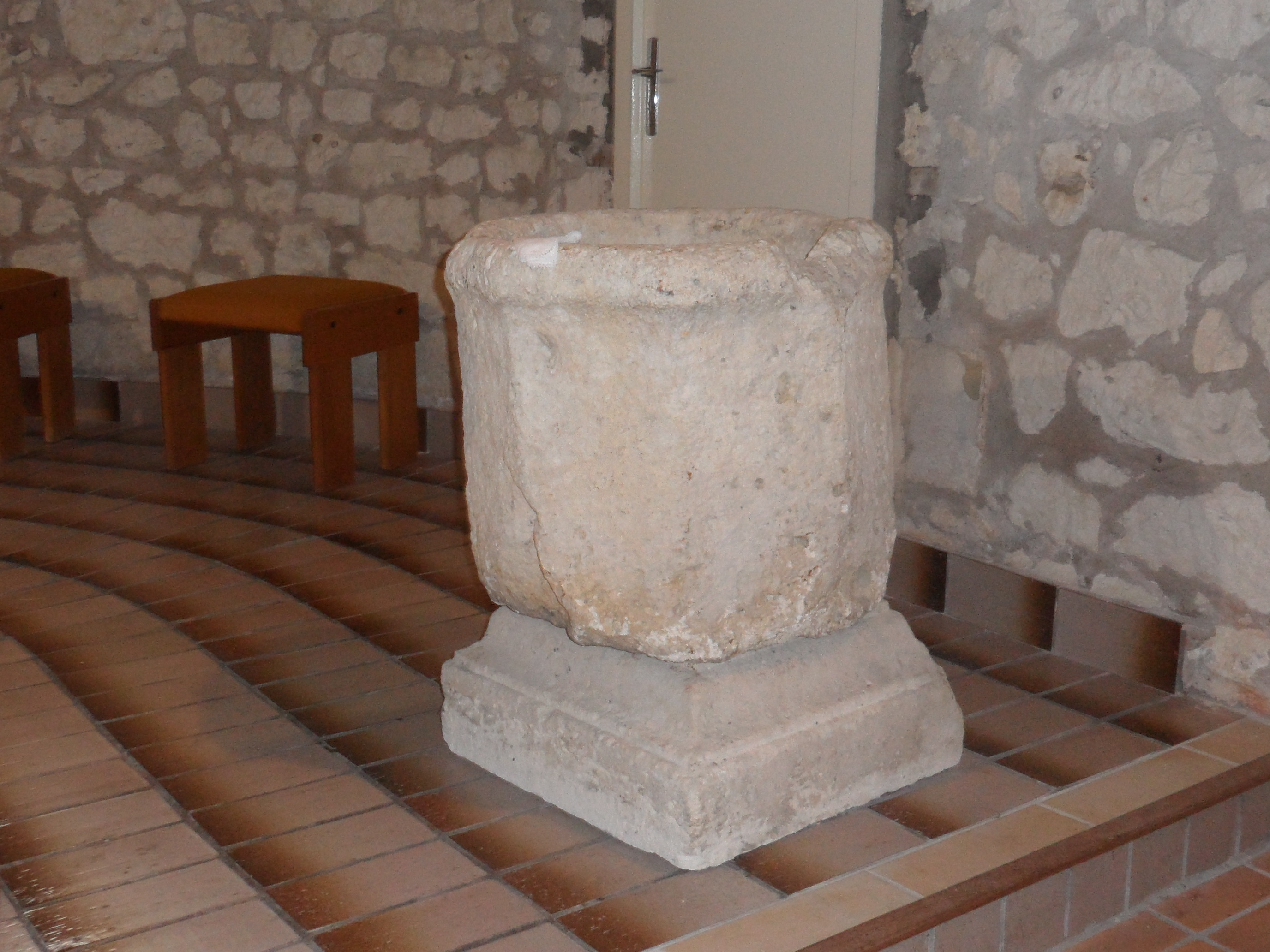
Les fonts baptismaux de Notre-Dame-de-Buze dans l'église Saint-Cyr-et-Sainte-Julitte des Mathes, Charente-Maritime.
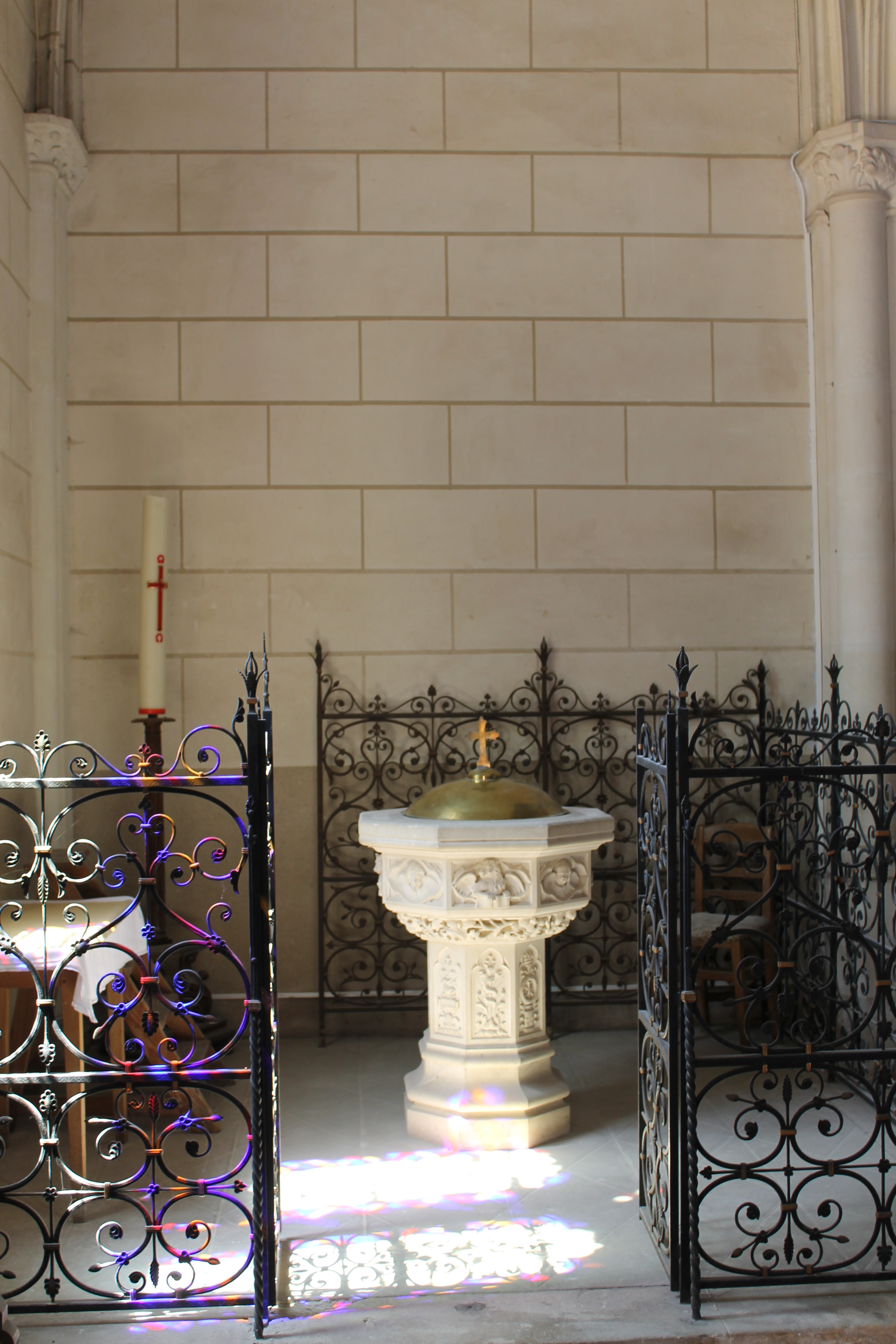
Les fonts baptismaux de l'église Saint-Pierre de Vouzon, Loir-et-Cher.
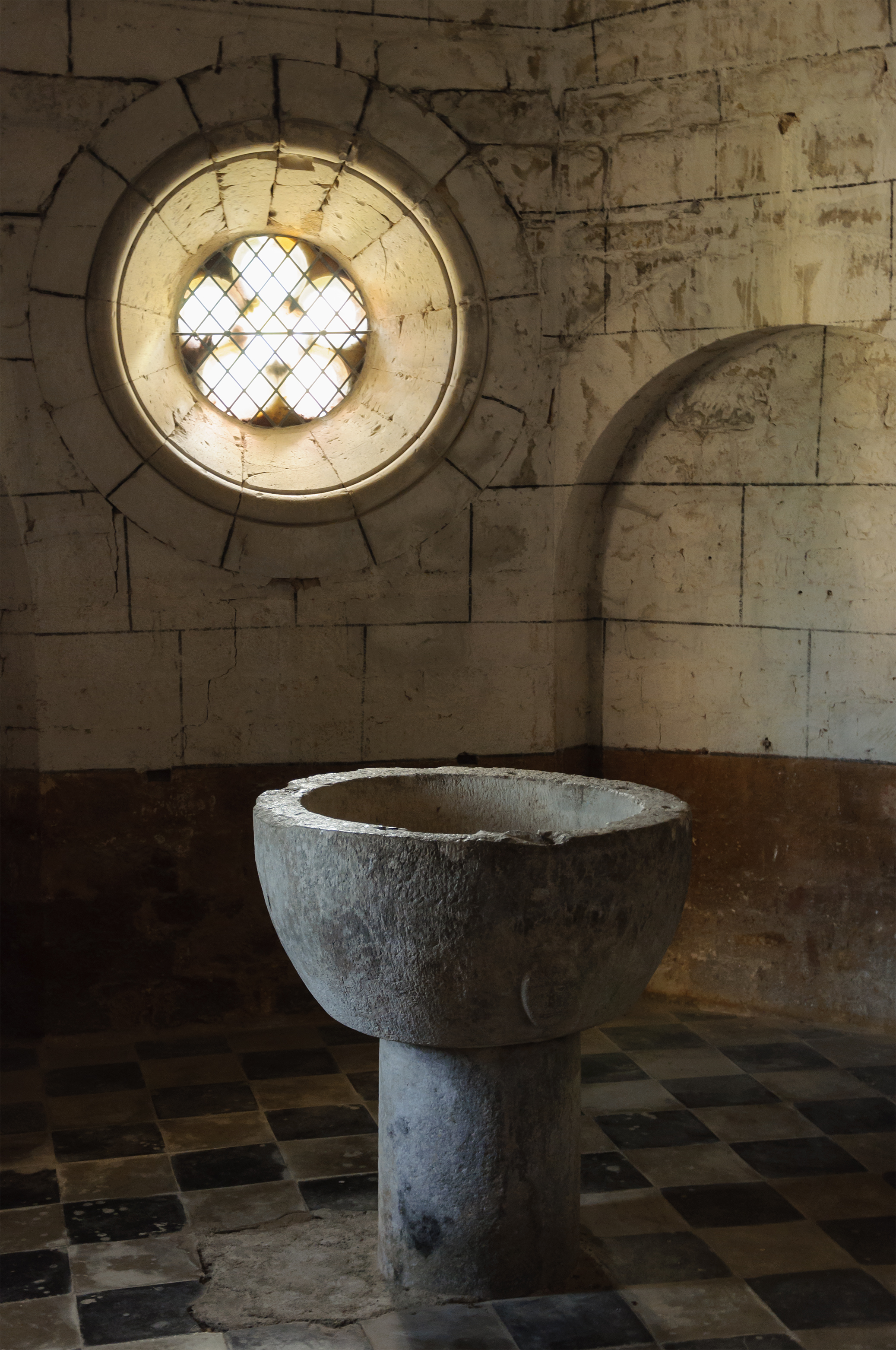
Les fonts baptismaux de l'église Sainte-Blaise de Lacommande, Pyrénées-Atlantiques.
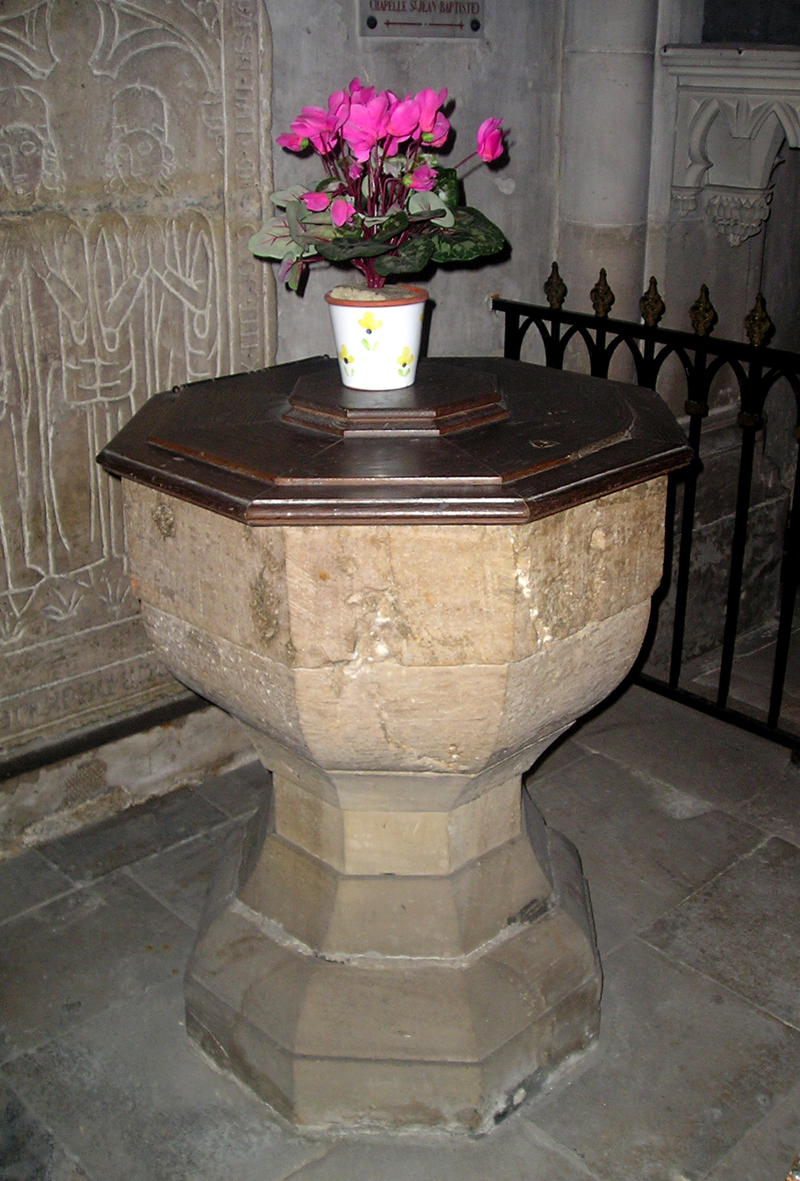
Les fonts baptismaux de l'église Saint-Rémy  de Domrémy-la-Pucelle, sur lesquels Jeanne d'Arc reçut le baptême.
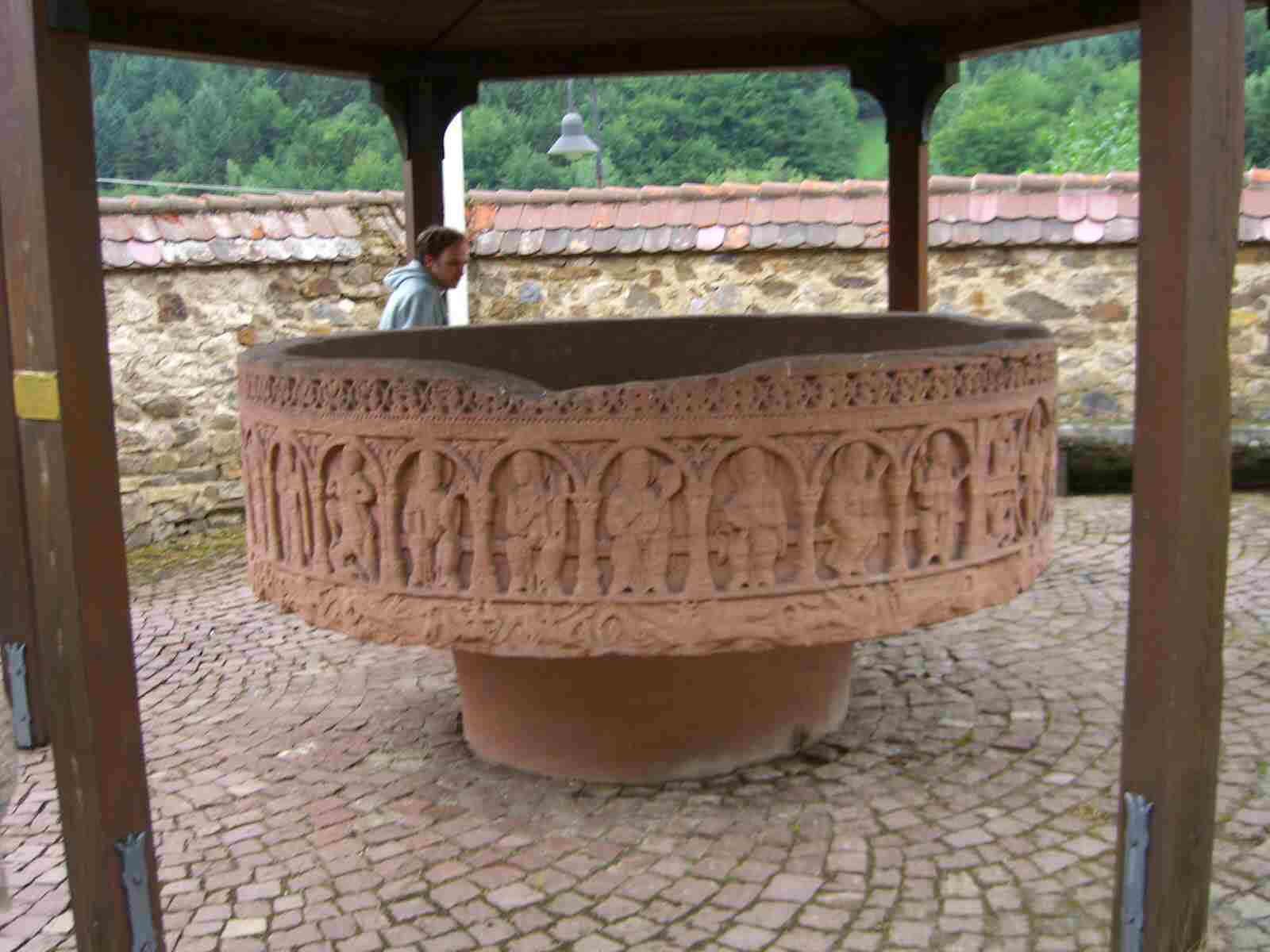
Fonts baptismaux médiévaux de Saint-Ulric-en-Forêt-Noire.
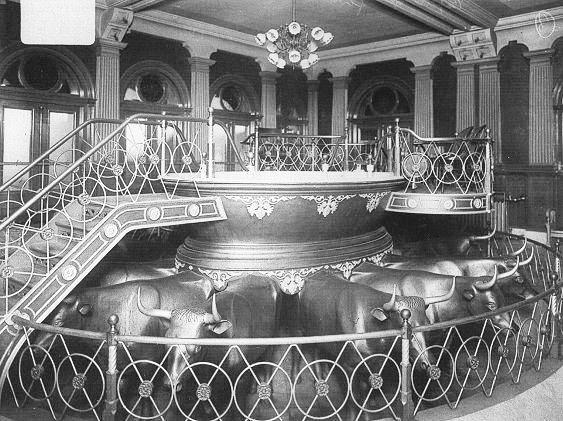
Fonts baptismaux portés par douze bœufs symbolisant les douze tribus d'Israël, Temple mormon de Salt Lake City (Utah), Église de Jésus-Christ des saints des derniers jours.
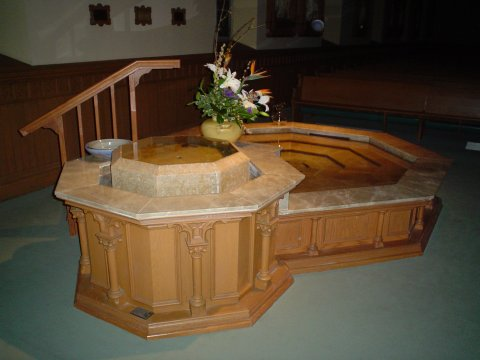
Fonts baptismaux de la cathédrale Saint-Raphaël, à Dubuque (Iowa), fonts baptismaux agrandis en 2005 pour ajouter un petit bassin pour l'immersion des adultes.
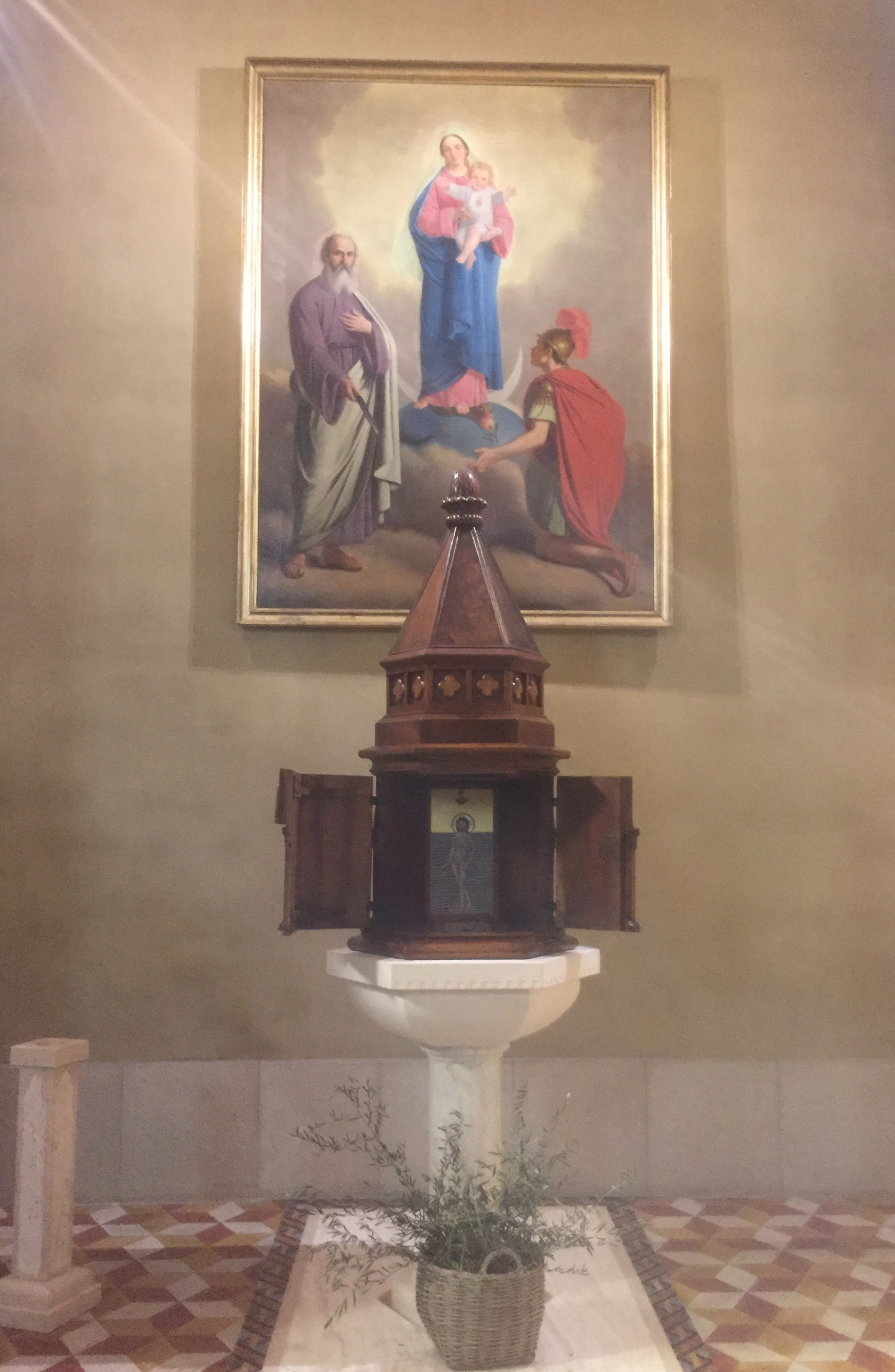
Les fonts baptismaux de l'église paroissiale de Saint-Barthélemy, à Marne (Italie).
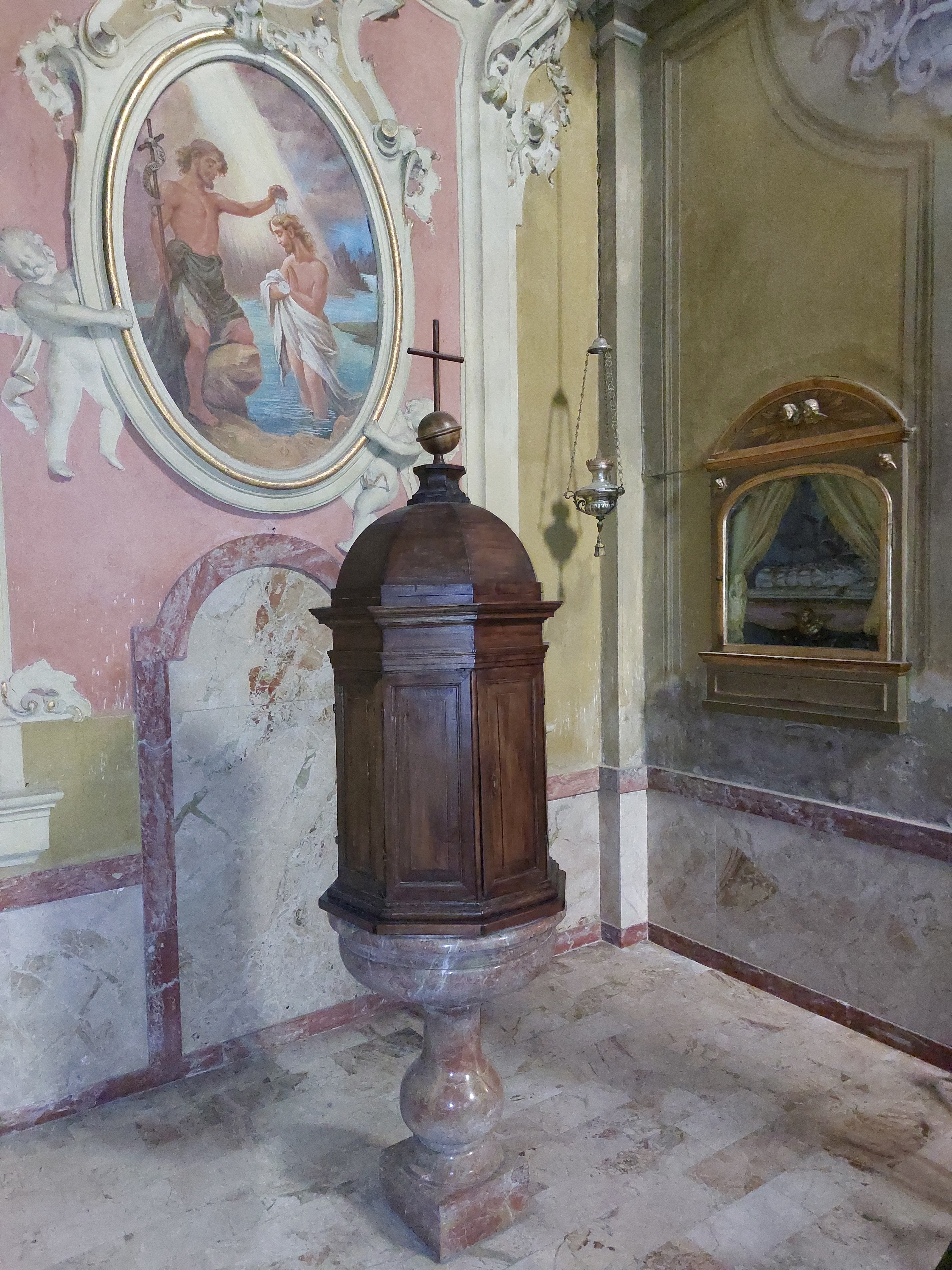
Les fonts baptismaux de l'église paroissiale de Caselle Landi, Italie, avec, à droite, la niche dédiée à la Nativité de Marie
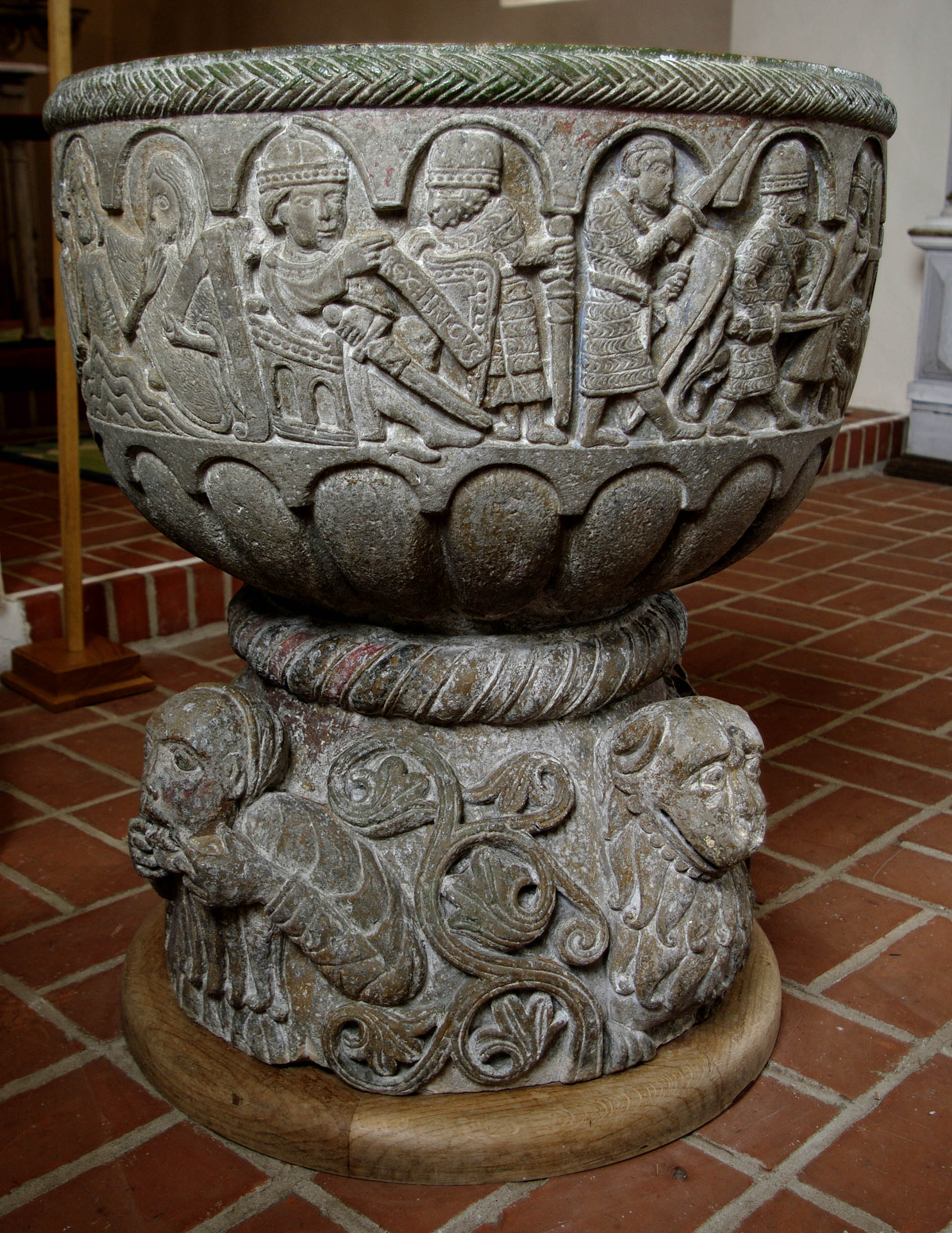
Les fonts baptismaux de l'église de Lyngsjö (en) (Suède) sculptés par Tove, au XIIe siècle.
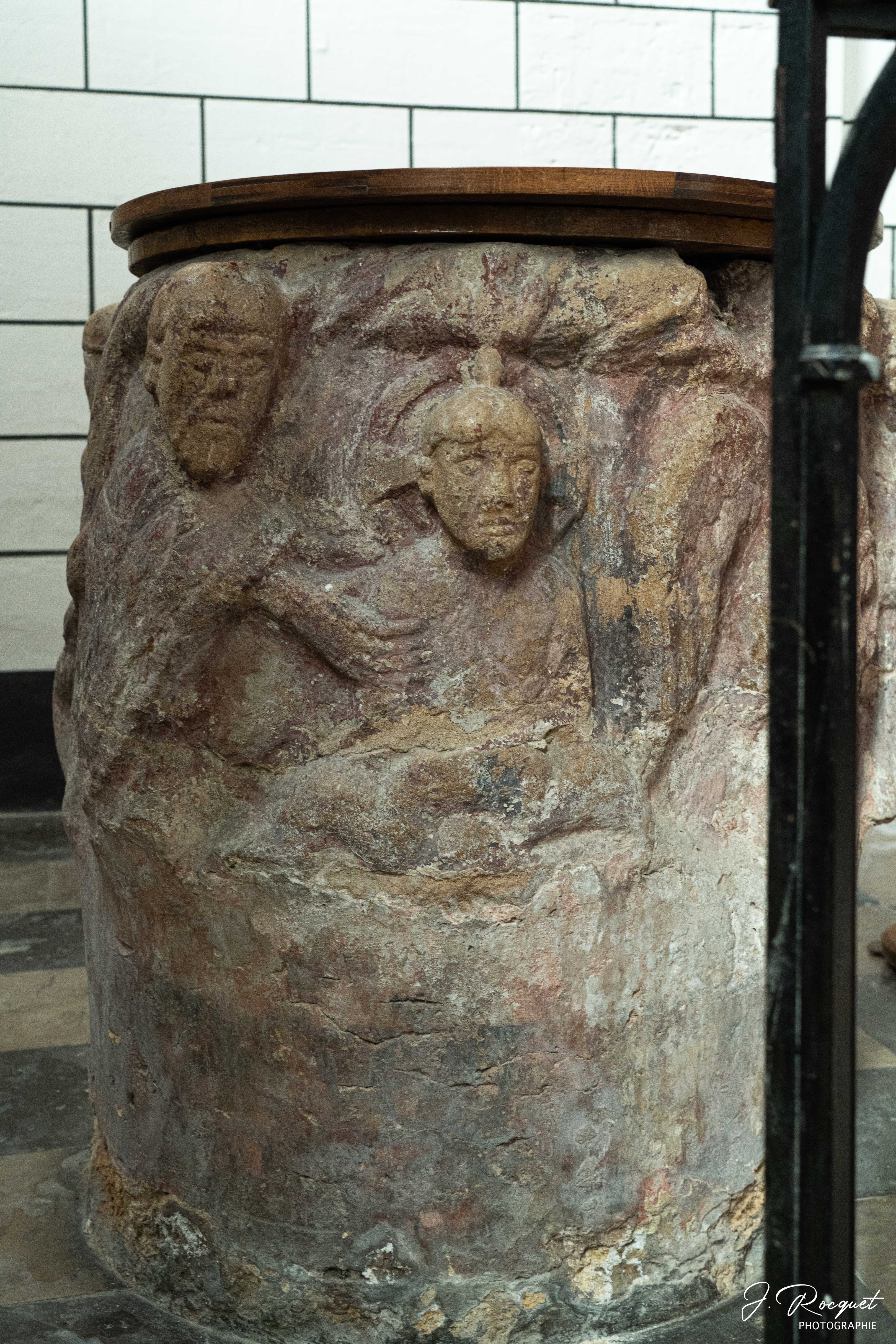
Les fonts baptismaux de l'église Saint-Martin de Samer, XIIe siècle.
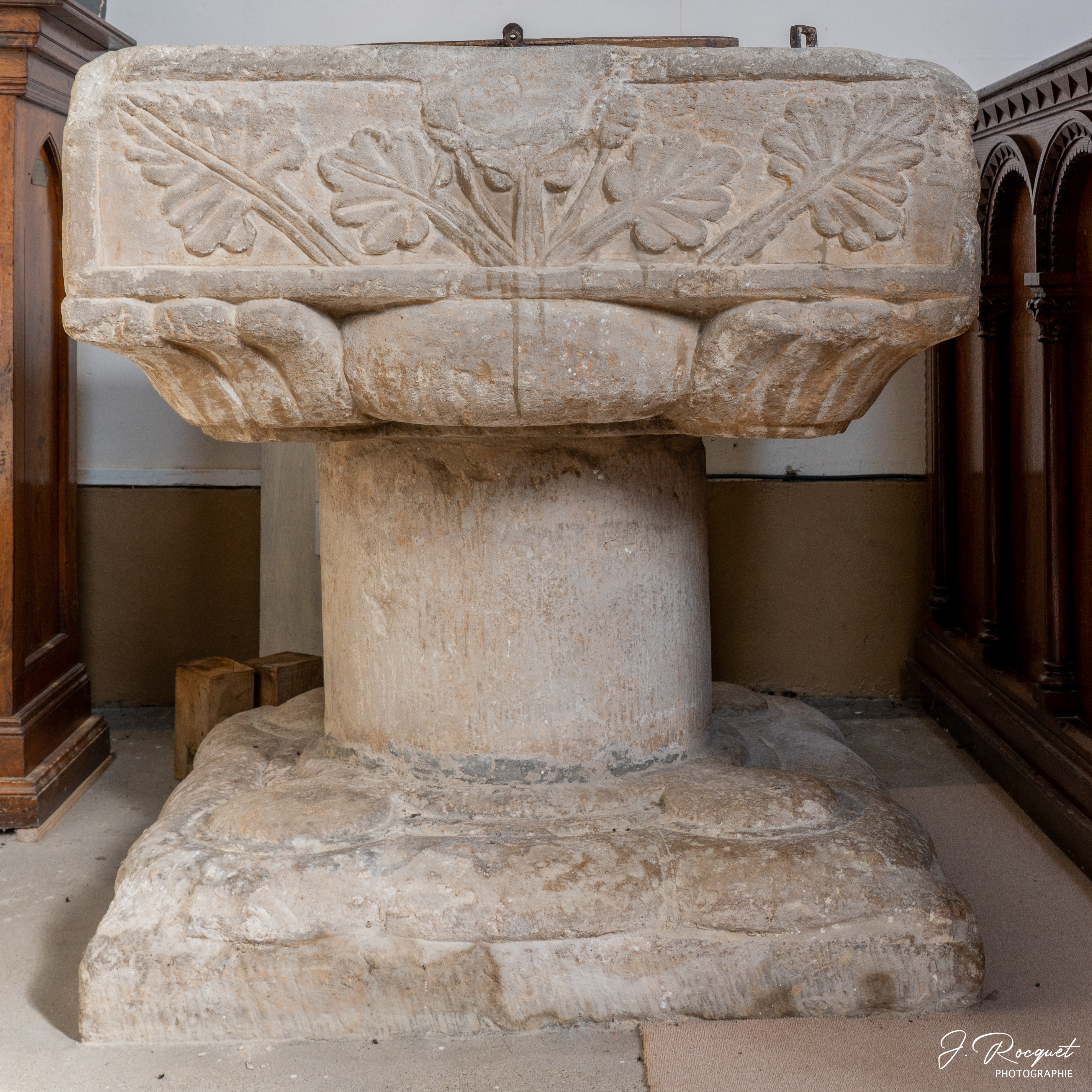
Les fonts baptismaux de l'église Saint-Martin de Carly, XIIe siècle.
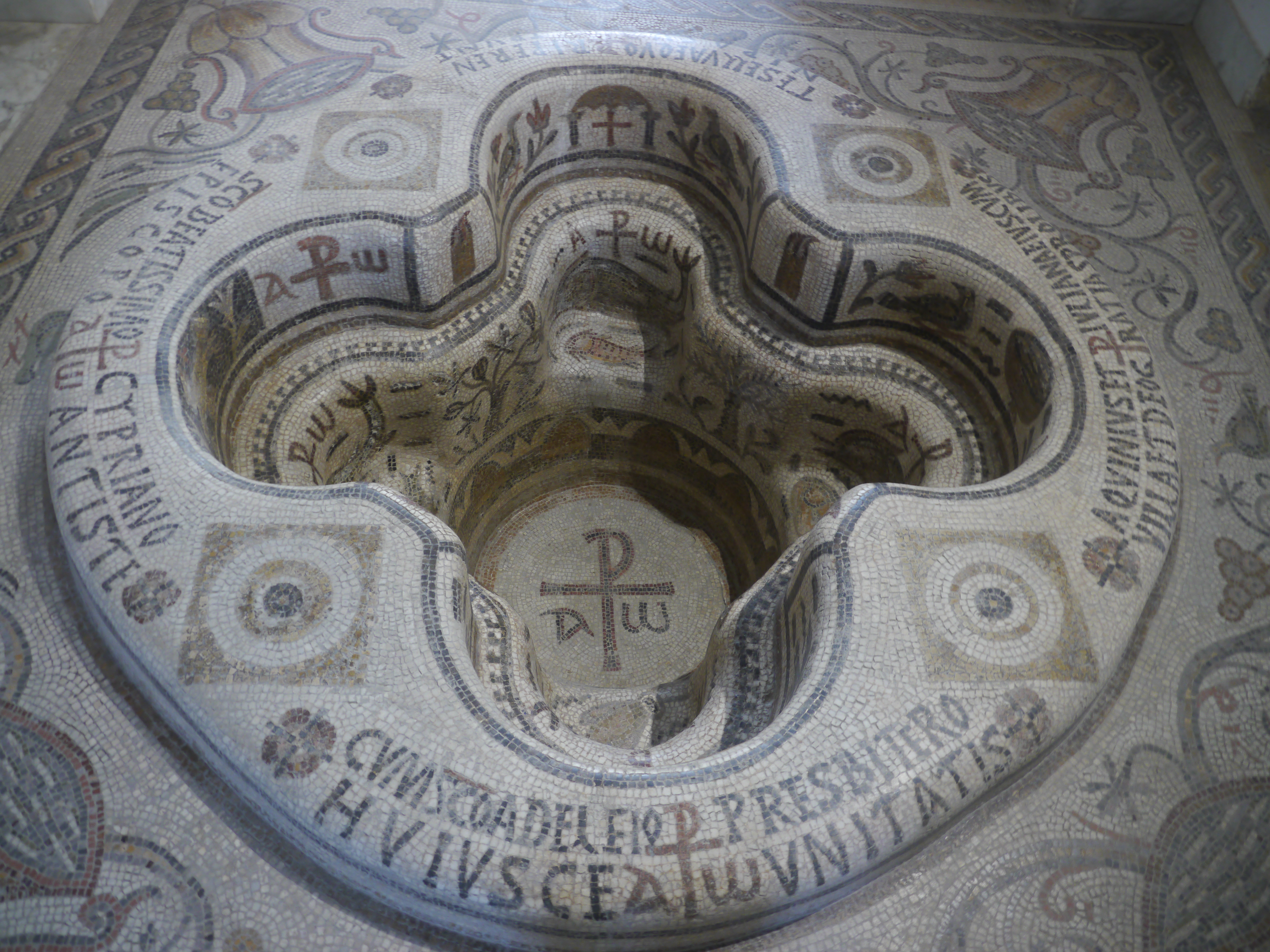
Les fonts baptismaux de Kélibia (Tunisie), VIe siècle.